# Miąskowo (powiat leszczyński)
Miąskowo (pol. hist. Miaskowo) – wieś w Polsce położona w województwie wielkopolskim, w powiecie leszczyńskim, w gminie Osieczna.

## Historia
Miejscowość pierwotnie związana była z Wielkopolską. Ma metrykę średniowieczną i istnieje co najmniej od końca XIV wieku. Wymieniona w dokumencie zapisanym po łacinie z 1391 jako Maszkowo, 1396 Mascowo, 1400 Mayskowo, Maszkow, Mastkowo, 1403 Maszkowo, 1404 Masskowo, 1404 Manszcowo, 1415 Myaszcowo.
W XV wieku miejscowość była wsią szlachecką należącą do dwóch oddzielnych polskich rodów - Miaskowskich herbu Leliwa, który wywodził się od Jurkowskich oraz Miaskowskich wywodzących się od Jana Tworzyjańskiego, którzy w XVIII wieku używali herbu Bończa. W 1476 wieś leżała w powiecie kościańskim Korony Królestwa Polskiego. W 1563 należała do parafii Czerwony Kościół.
Z lat 1530–1581 zachowały się archiwalne księgi podatkowe, które odnotowały pobór podatków we wsi. W 1530 miał miejsce pobór od 2 łanów. W 1563 pobór od 5 łanów i wiatraka, a w 1564 od 4 łanów. W 1581 pobrano podatki od 6 łanów, 4 zagrodników oraz wiatraka dororocznego.
Po rozbiorach Polski miejscowość wraz z całą Wielkopolską znalazła się w zaborze pruskim. W okresie Wielkiego Księstwa Poznańskiego (1815-1848) miejscowość wzmiankowana jako Miaskowo należała do wsi mniejszych w ówczesnym pruskim powiecie Kosten rejencji poznańskiej. Miaskowo należało do okręgu krzywińskiego tego powiatu i stanowiło siedzibę majątku, którego właścicielem był wówczas (1846) Zakrzewski. Według spisu urzędowego z 1837 roku Miaskowo liczyło 84 mieszkańców, którzy zamieszkiwali 10 dymów (domostw).
W latach 1975–1998 miejscowość należała administracyjnie do województwa leszczyńskiego.